# Conistra joannisi
Conistra joannisi är en fjärilsart som beskrevs av Heinrich 1919. Conistra joannisi ingår i släktet Conistra och familjen nattflyn. Inga underarter finns listade i Catalogue of Life.